# Tsukasa Umesaki
Tsukasa Umesaki (梅崎 司?, Umesaki Tsukasa; Isahaya, 23 febbraio 1987) è un ex calciatore giapponese, di ruolo centrocampista.

## Palmarès

### Club

#### Competizioni nazionali
- Coppa J. League: 2

Urawa Red Diamonds: 2016
Shonan Bellmare: 2018

#### Competizioni internazionali
- Coppa Suruga Bank: 1

Urawa Red Diamonds: 2017
- AFC Champions League: 1

Urawa Red Diamonds: 2017